# ديفيد دويل (ممثل)
ديفيد دويل (بالإنجليزية: David Doyle)‏ مواليد 1 ديسمبر 1929 في أوماها، الولايات المتحدة - الوفاة 26 فبراير 1997 في لوس أنجلوس، هو ممثل أمريكي بدأ مسيرته الفنية سنة 1959. امتدت مسيرته الفنية لأكثر من 38 عاما.

## الأعمال

### مسلسلات
- هاواي فايف أو
- الحب
- بارني ميلر
- مسلسل ملائكة تشارلي
- جزيرة الفنتازيا
- قارب الحب
- فوفر
- المستشفى العام
- راجراتس
- القنفذ سونيك
- لخبوط
- رواد المخاطر
- شلة بط

## روابط خارجية
- دايفيد دويل على موقع IMDb (الإنجليزية)
- دايفيد دويل على موقع ألو سيني (الفرنسية)
- دايفيد دويل على موقع أول موفي (الإنجليزية)
- دايفيد دويل على موقع قاعدة بيانات برودواي على الإنترنت (الإنجليزية)
- دايفيد دويل على موقع قاعدة بيانات الأفلام السويدية (السويدية)
- دايفيد دويل على موقع إن إن دي بي (الإنجليزية)
- دايفيد دويل على موقع قاعدة بيانات الفيلم (الإنجليزية)
- دايفيد دويل على موقع كينوبويسك (الروسية)